# Badr Hormozgan F.C.
Badr Hormozgan Football Club é um clube de futebol iraniano sediado em Kong. Atualmente competem na 3ª Divisão.
Em 2011,o clube comprou a licença do Ariyana Gostar Kish F.C. na 2nd Division League.

## Temporada por temporada
A tabela abaixo mostra os feitos do clube em várias competições.
| Temporada | Liga            | Posição | Hazfi Cup       | Notas     |
| --------- | --------------- | ------- | --------------- | --------- |
| 2011-12   | 2ª Divisão      | 11º     | Terceira Rodada |           |
| 2012-13   | 2ª Divisão      |         | Não participou  |           |
| 2012–13   | 2ª Divisão      | 2º      | Não participou  | Promovido |
| 2013–14   | Azadegan League | 11º     | Não participou  | Rebaixado |
| 2014–15   | 2ª Divisão      | 10º     | Terceira Rodada | Rebaixado |